# Biserica de lemn din Cătălina

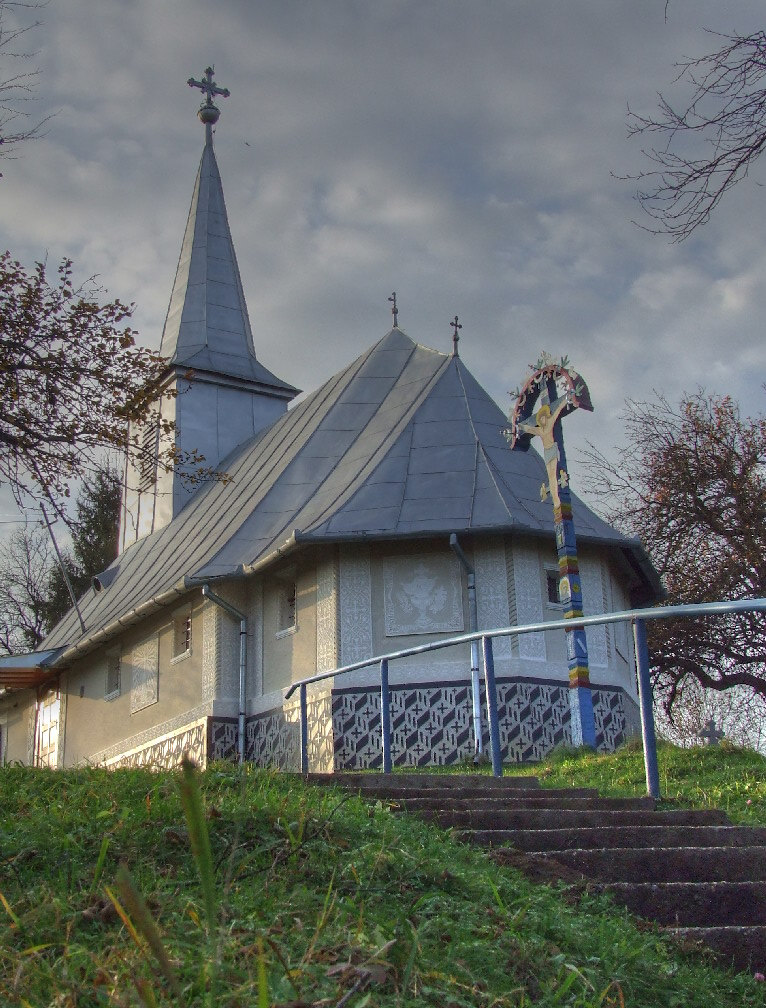
Vedere din sud-est

Biserica de lemn din Cătălina, comuna Panticeu, județul Cluj, datează din anul 1896 . Are hramul „Înălțarea Sfintei Cruci”. Biserica se află pe noua listă a monumentelor istorice sub codul LMI: cod LMI CJ-II-m-B-07551.

## Localitatea
Satul Cătălina este cel mai mic dintre localitățile care formează comuna Panticeu, fiind locuit în mare parte de oameni înaintați în vârstă, “oameni atașați de Biserică”, după cum spunea preotul Andrei Misaroș. Legenda spune că denumirea satului vine de la o călugăriță pe nume Cătălina, de la Mănăstirea care ar fi existat în aceste locuri, însă care, din păcate, nu a rezistat vremurilor.
Cătălina - cătun și apoi sat de sine stătător, compus din cătunele Cătălina și Dorna, cunoaște prima atestare documentară în 1320, printr-un act în care este menționat și satul vecin, Sărata. În documentele medievale și moderne, satul Cătălina al comunei Panticeu este numit pe rând Scentkatherina (1320), Zenthkatolna (1359), Zenth-Katalen (1441), Zent Kathalyn (1523), Szent-Katolna (1837), doar după primul război mondial fiind impus numele actual al satului. Conform tradiției locale, satul Cătălina poartă numele unei starețe a mănăstirii romano-catolice, întemeiată în vechime pe dealul din vecinătatea vetrei de locuire, din păcate neinvestigat arheologic. Există însă lucrări de specialitate care nu confirmă tradiția locală și vorbesc despre numele localității care se datorează unei biserici închinate Sfintei Ecaterina.
Contradicțiile sunt firești atunci când informațiile sunt foarte puține. Existența unor ruine pe unul dintre dealurile împădurite, despre care tradiția orală susținea că sunt ale unei vechi mănăstiri, încă vizibilă la debutul secolul XX, au argumentat însă părerile celor ce susțin că edificiul religios a fost refăcut și i s-a schimbat vremelnic destinația în mănăstire ortodoxă, distrusă la debutul secolului XX, la inițiativă guvernamentală.
Povestea bisericii de lemn
Data convertirii comunității din Cătălina la greco-catolicism este similară cu momentul în care satele vecine au acceptat unirea cu Biserica Romei, foarte probabil în prima jumătate a secolului al XVIII-lea. Se știe că până în anul 1896 credincioșii din Cătălina nu au avut Biserică proprie, închinându-se în bisericile din satele învecinate, fie Sărata, fie Panticeu. Fiind o comunitate greco-catolică de mici dimensiuni, Cătălina nu a putut constitui o parohie de sine-stătătoare, devenind ulterior filie a parohiei Sărata. Locuitorii, fiind săraci, nu și-au permis construirea unui locaș de cult multă vreme, dar după îndelungi și ample dezbateri, credincioșii greco-catolici din Cătălina și Dorna au decis să achiziționeze o biserică din lemn pe care să o amplaseze pe o colină din zona centrală a satului. Astfel, între anii 1895-1896 a fost strămutată și reasamblată însă în Cătălina o biserică din Dej – Pădurea Codrului, cumpărată cu suma de 100 de coroane, sumă la care se adaugă 400 de coroane, costul transportului efectuat prin singura modalitate disponibilă la acea vreme, cu carul cu boi.
Biserica din lemn, în stil transilvănean, în formă de corabie, este acoperită cu șindrilă. Însă, pentru a o proteja și a-i conferi durabilitate, au fost efectuate câteva lucrări de întărire - peste șindrilă a fost pusă tablă zincată, iar pereții, atât cei din interior cât și exteriorul, au fost tencuiți. În mai 1966 biserica a fost sfințită de către Prea Sfințitul Episcop Teofil Herineanu. Vechiul sfânt lăcaș poartă Hramului „Înălțarea Sfintei Cruci”, sărbătorit de credincioșii ortodocși în data de 14 septembrie.
În interiorul Sfântului locaș se păstrează încă trei icoane pe sticlă, ce datează din secolul al XIX-lea. Una dintre acestea o înfățișează pe Maica Domnului cu Pruncul, una pe Sfântul Arhanghel Mihail, iar cea de-a treia icoană reprezintă Înălțarea Domnului.

## Istoric și trăsături
Prima mențiune documentară a satului: 1441 – Szent Katolna.
Biserica a fost construită în Dej în anul 1799. Ea a fost cumpărată în 1896 de la parohia Dej (unde avea hramul „Sfinții Arhangheli”, transportată cu căruțele și reconstruită în satul Cătălina pe pământ dăruit de Trifan Irimie, Trifan Ioan-Oncig și Morar Vasile (o culme pe sub care se desfac drumurile spre cele trei grupuri de case din care e alcătuit satul: Oncig, Bulci și Cătălina). Interiorul este divizat în pronaos, naos și altar de formă poligonală. Turnul scund al clopotniței, ridicat deasupra pronaosului, se termină printr-un coif piramidal. Pronaosul este tăvănit, în timp ce naosul este acoperit cu o boltă semicilindrică. În iconostas, construit ulterior achiziționării bisericii, au fost incluse vechile uși împărătești, cu motive decorative sculptate (rozete, frunze de viță-de-vie și ciorchini de struguri).
În timp biserica a fost șindrilită (1949), acoperită cu tablă zincată (1961-1962), reparată interior și exterior (1964), tencuită în terasit (1995-1996). În 1978 au fost construite scările de acces spre biserică. A fost sfințită în data de 22 mai 1966 de Episcopul Teofil Herineanu și resfințită în 14 septembrie 1996 de Ep. Vicar Dr.Irineu Pop Bistrițeanu.

## Patrimoniu
Clopote: din 1896, donat de preotul Iulian Mihali; din 1925, cumpărat din Baia Mare de credincioși.
Icoane (pe sticlă): Arhanghelii Mihail și Gavriil, 1800; Maica Domnului cu Pruncul, 1800; Punerea în mormânt, 1834; Înălțarea la cer, 1834.

## Imagini

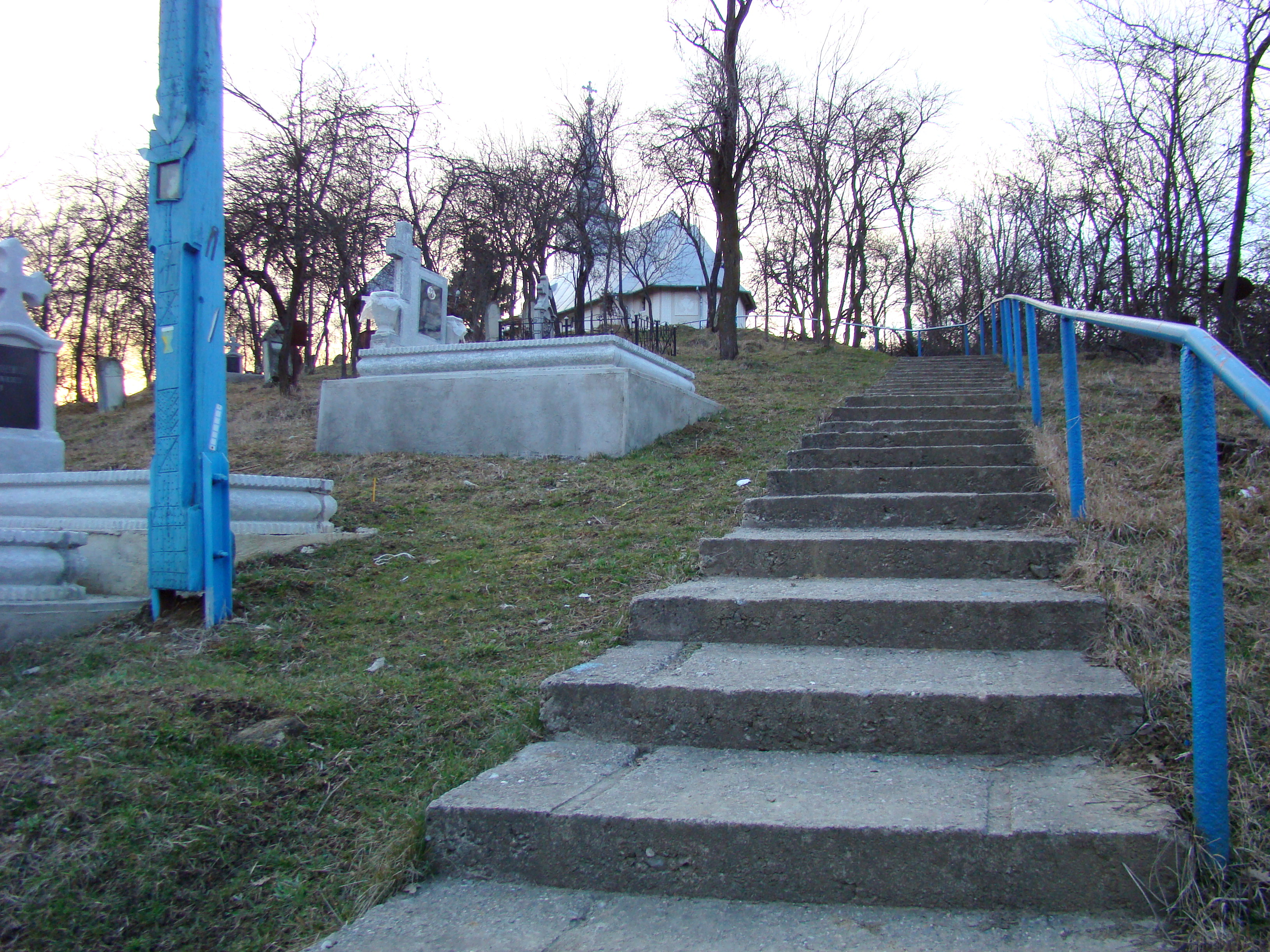
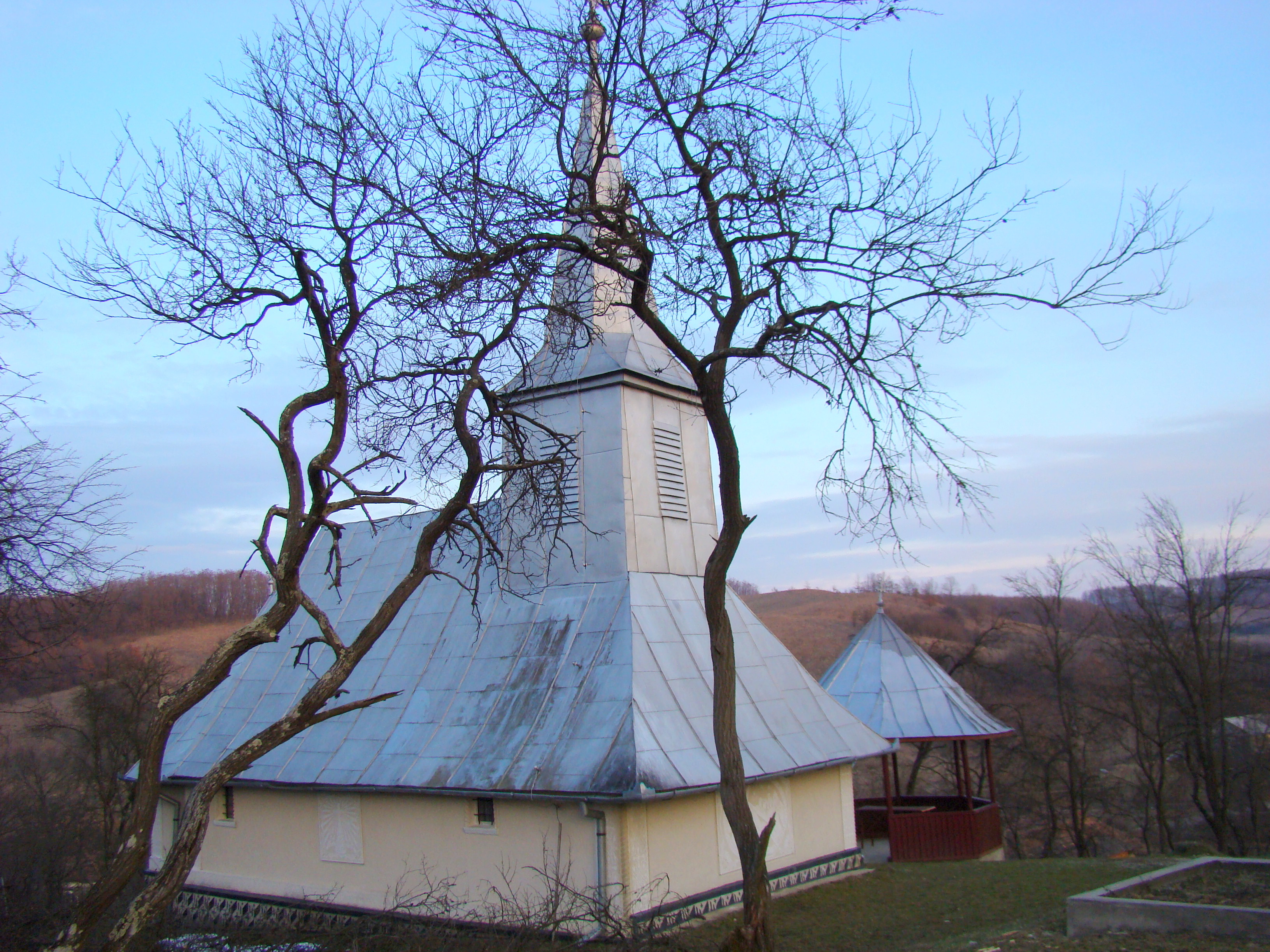
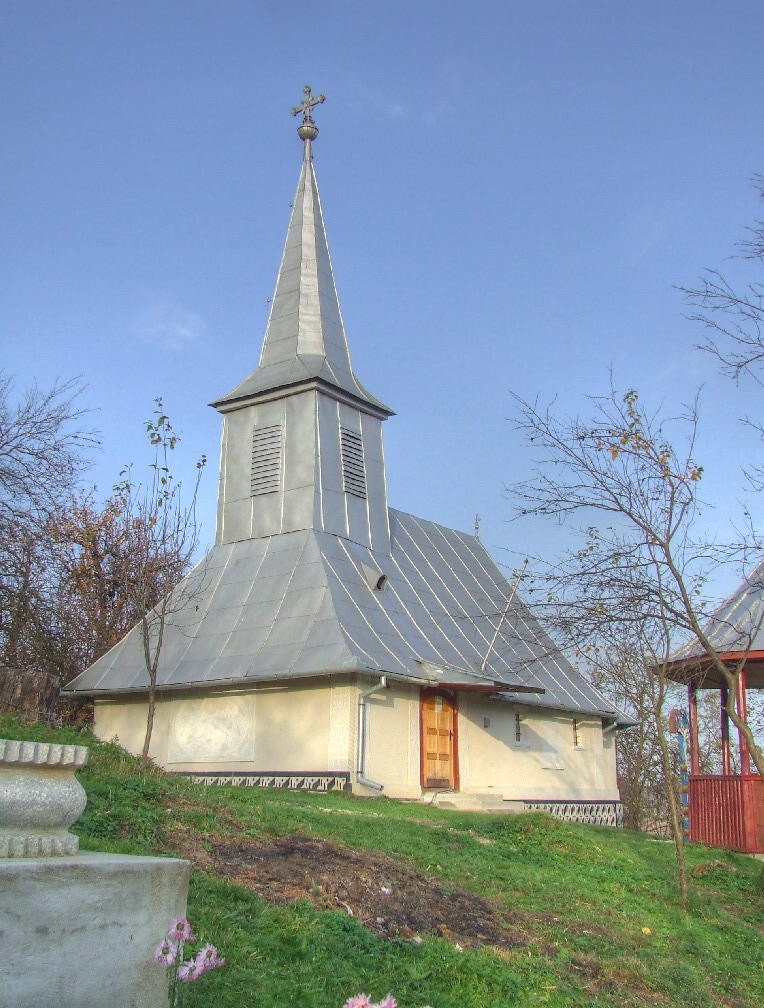
Biserica de lemn „Înălțarea Sfintei Cruci” din Cătălina
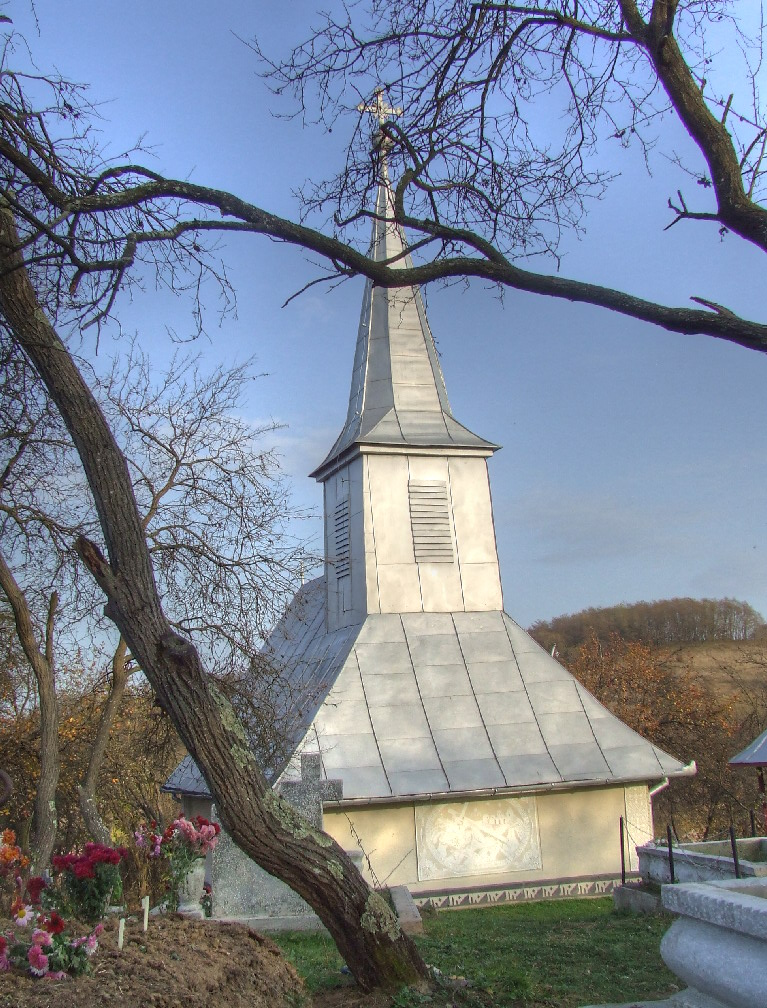
Vedere de ansamblu
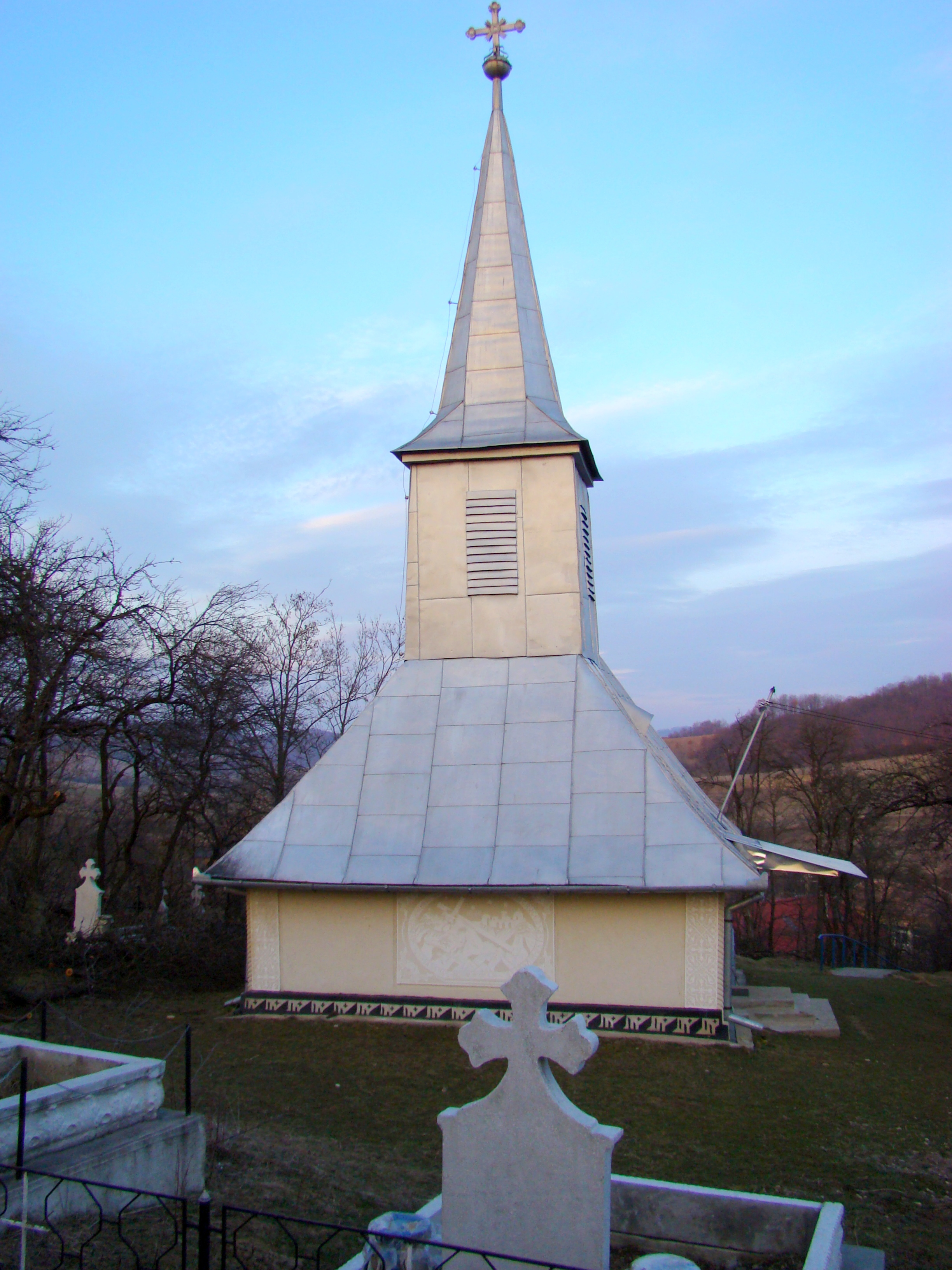
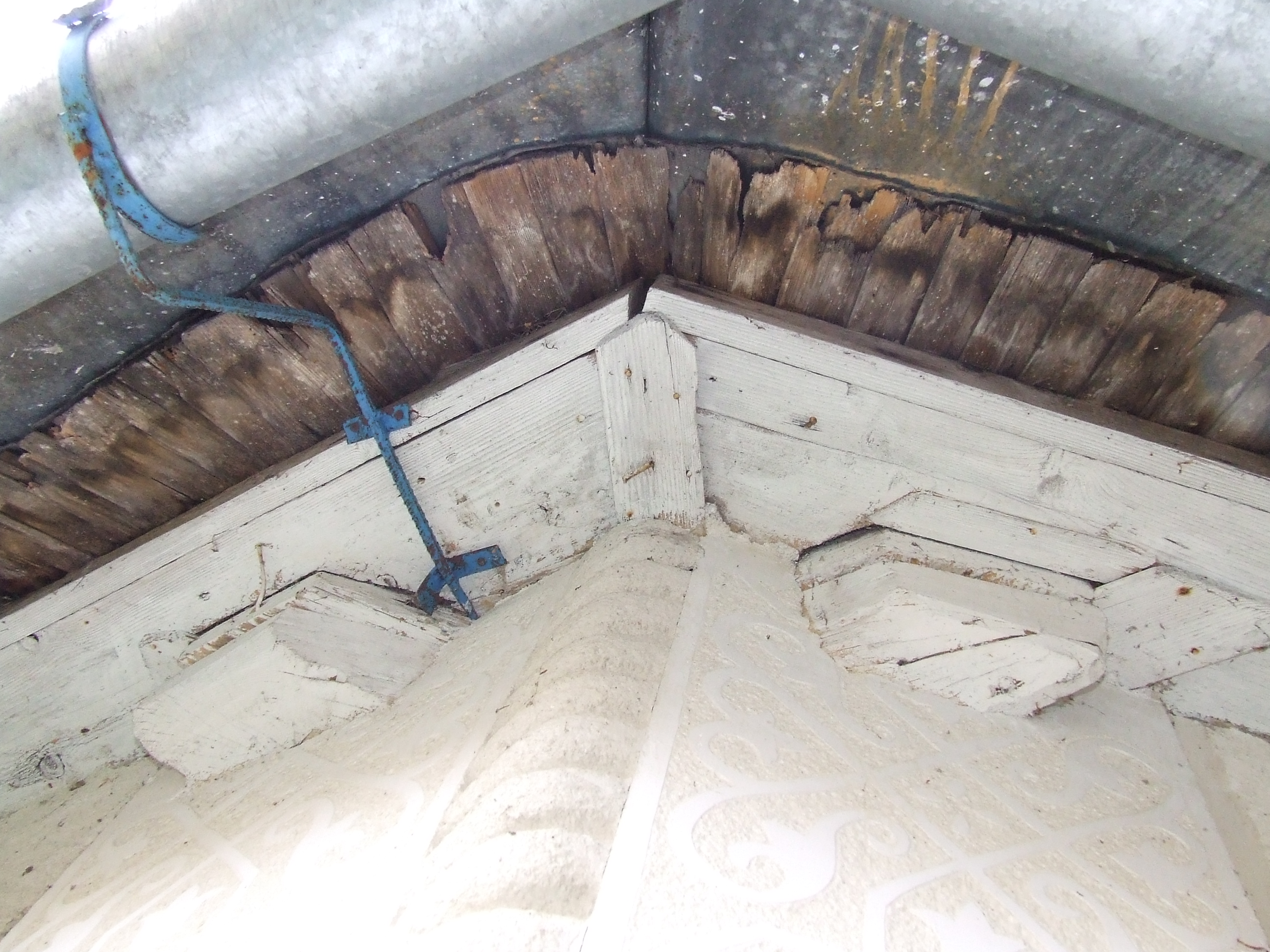
Șindrila de sub tabla acoperișului
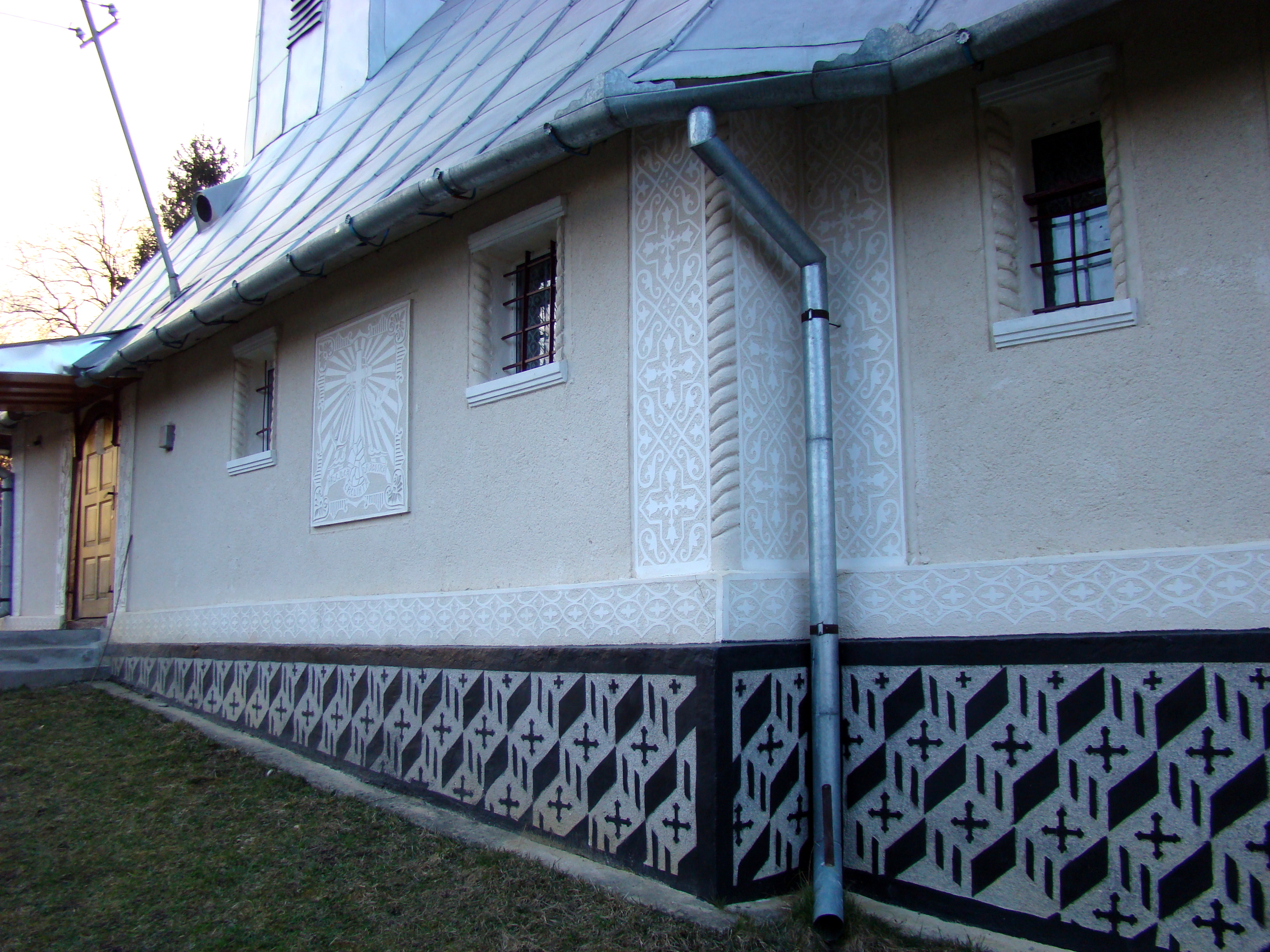
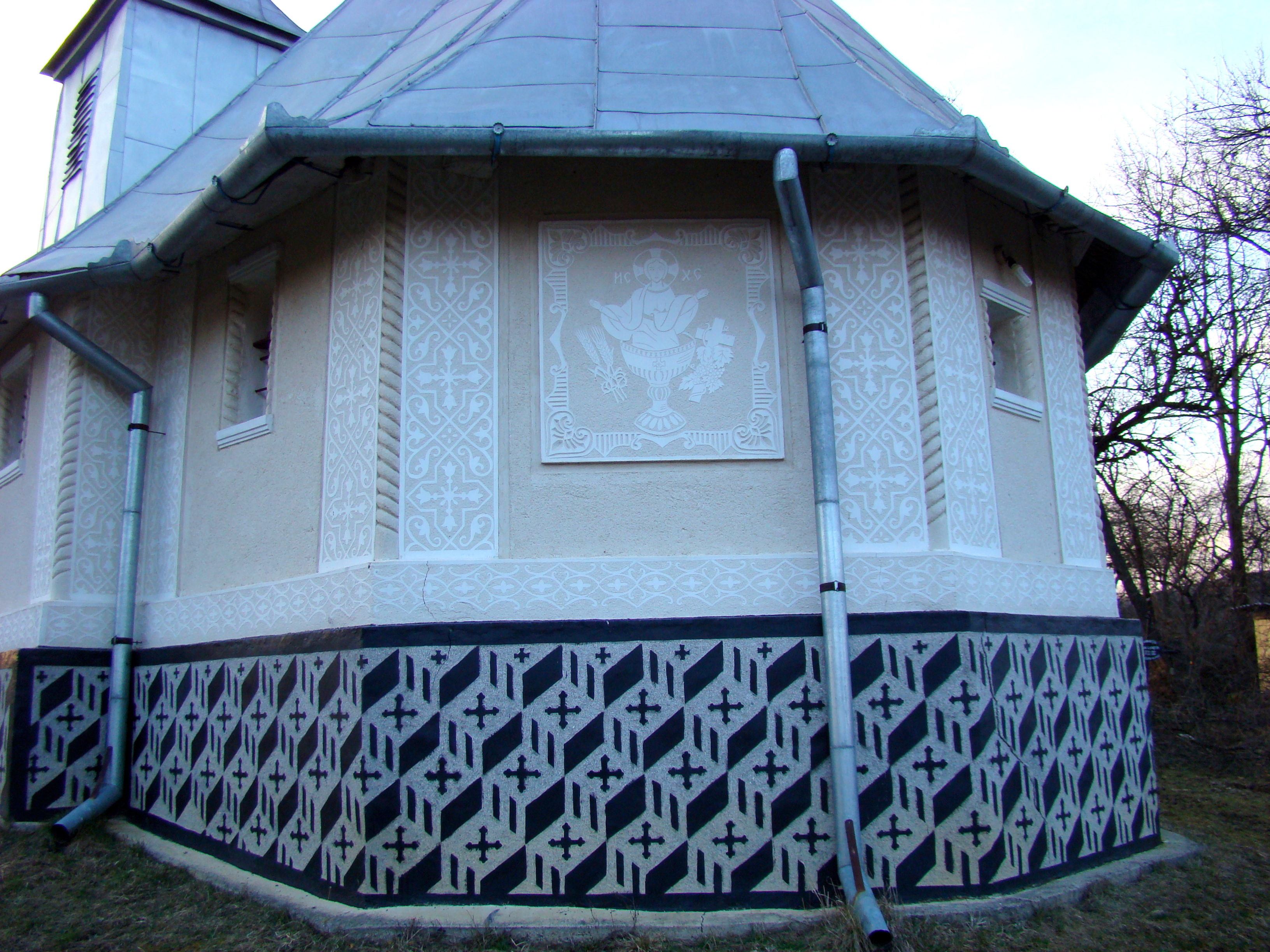
Absida altarului, vedere din sud-est
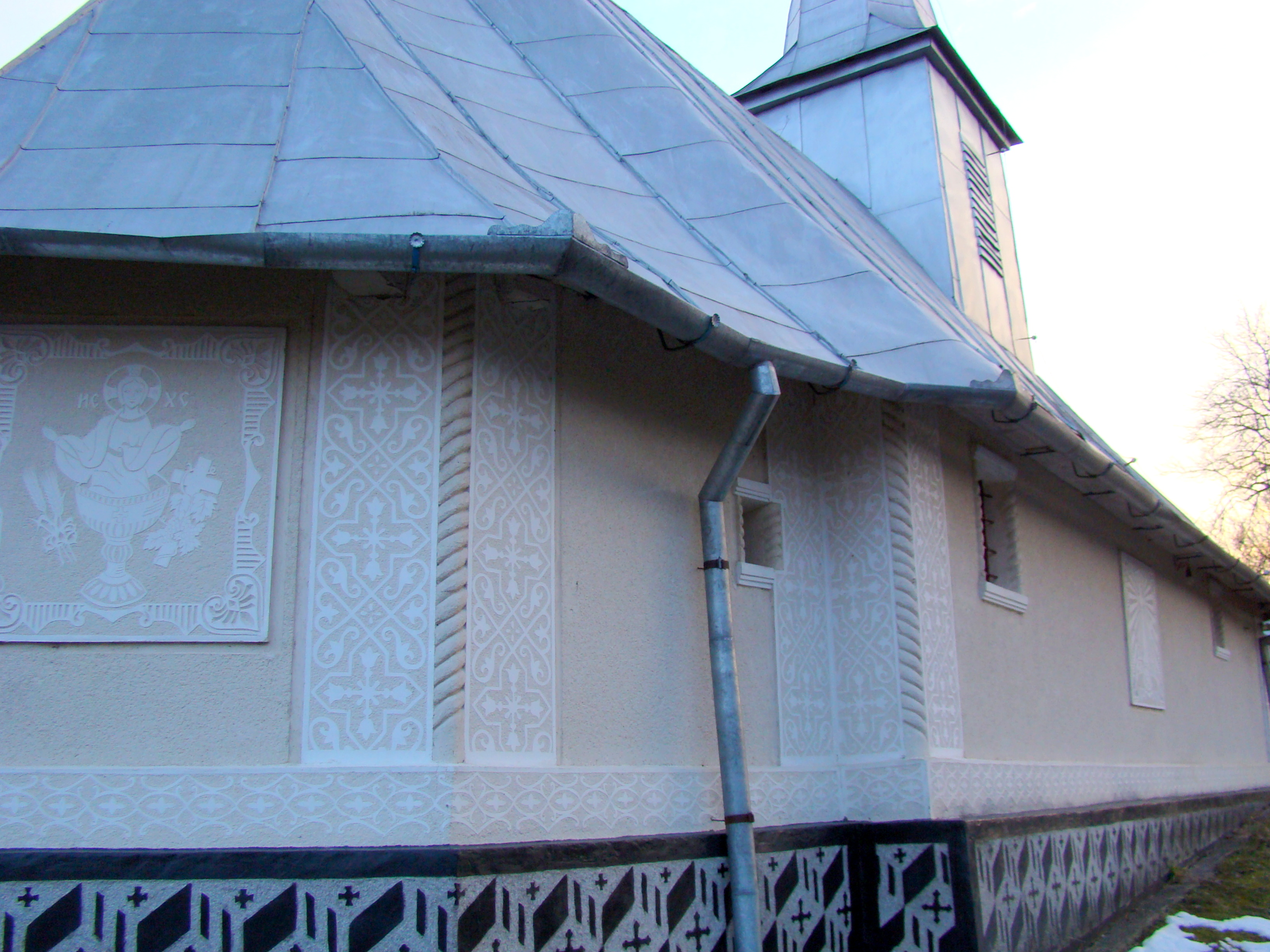
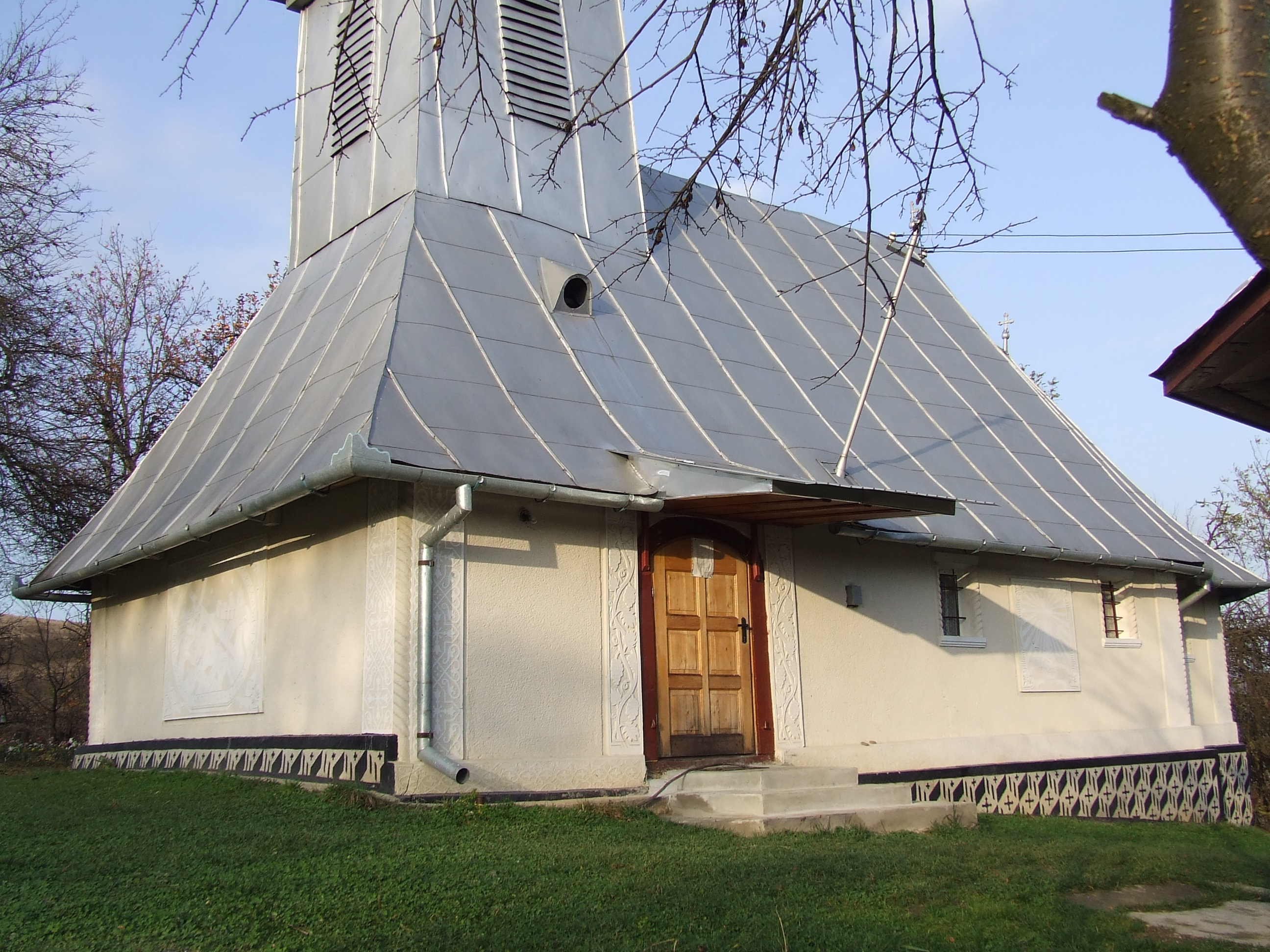
Butea bisericii
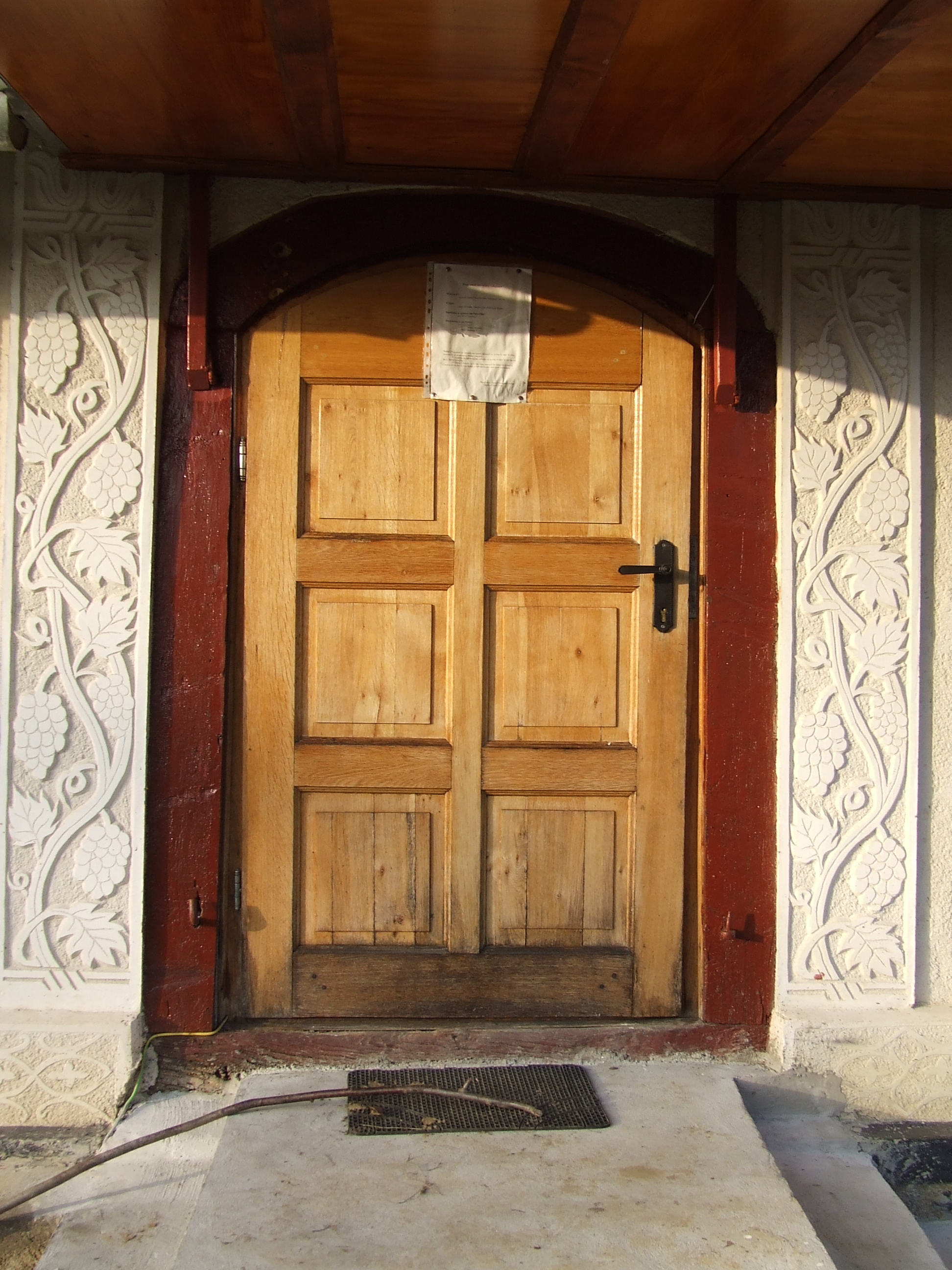
Intrarea
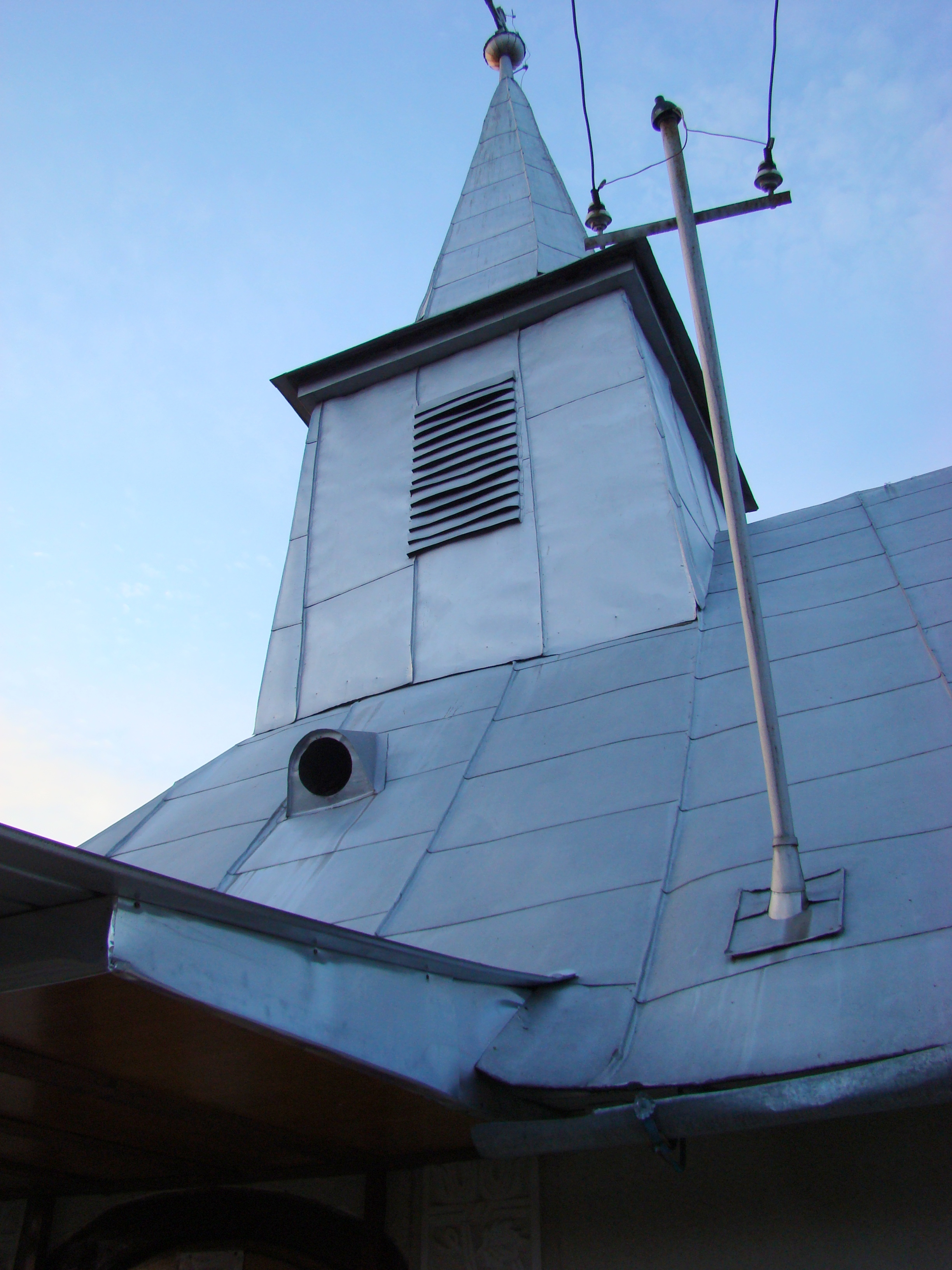
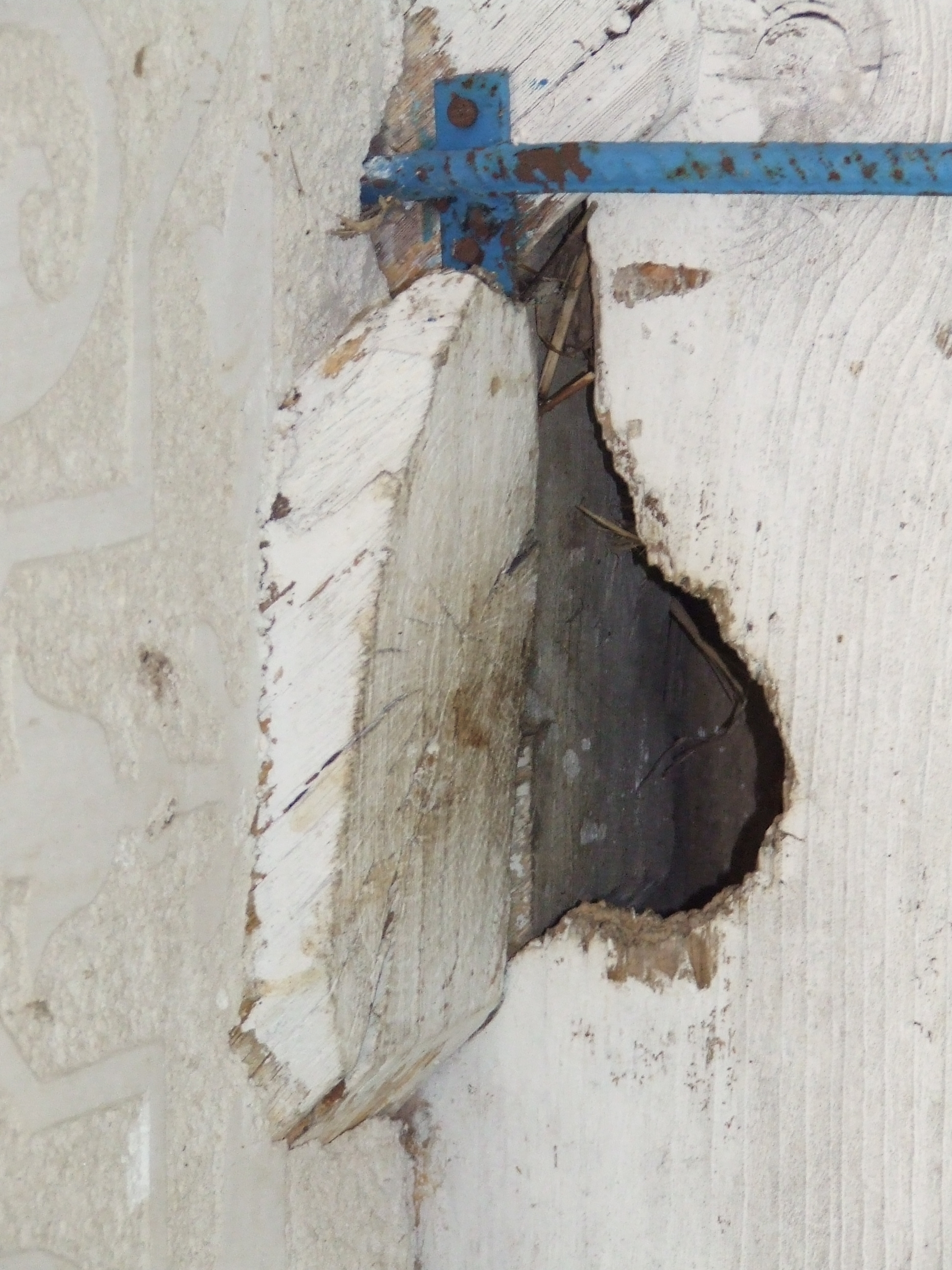
Lemn sub tencuială
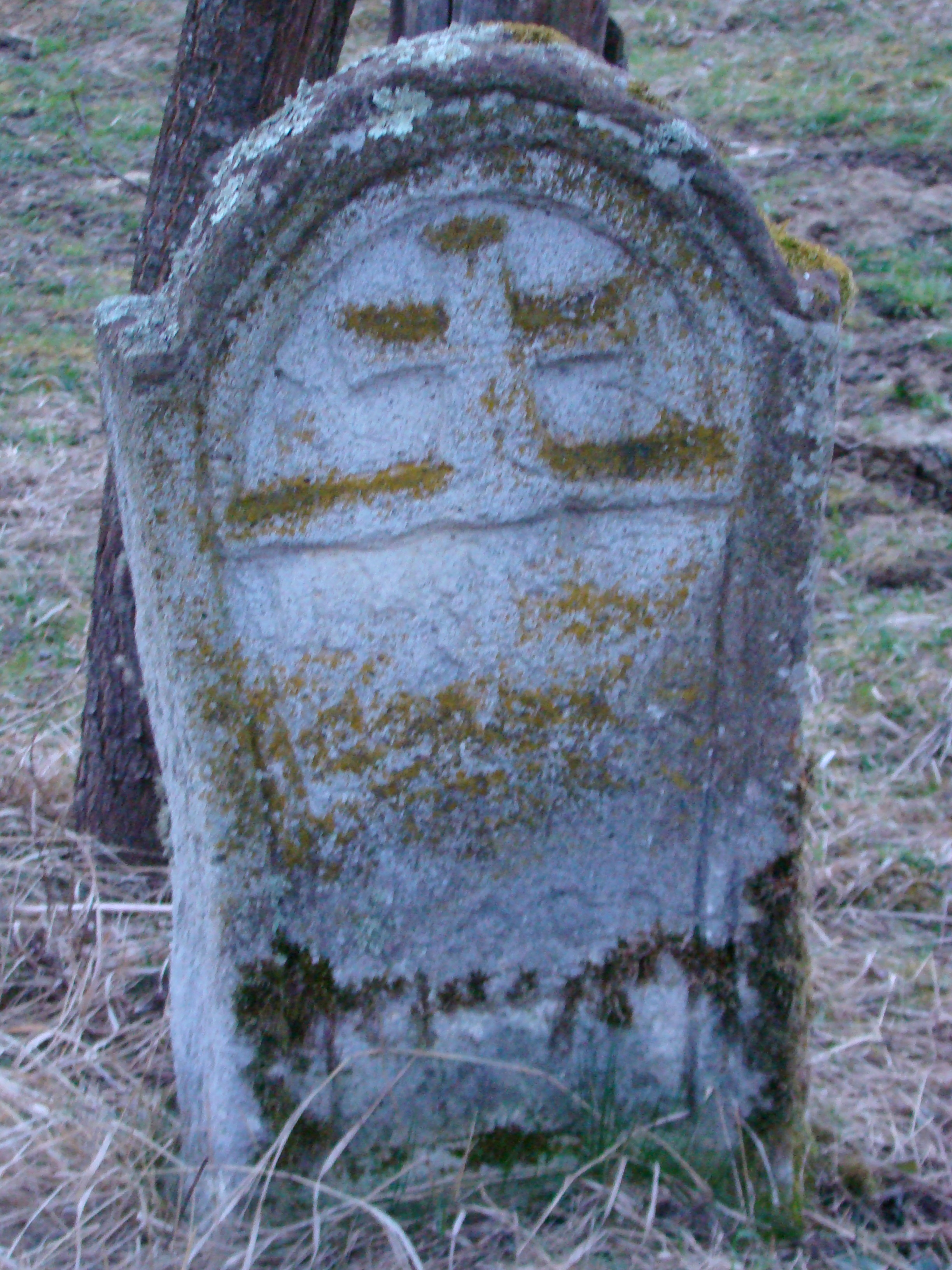
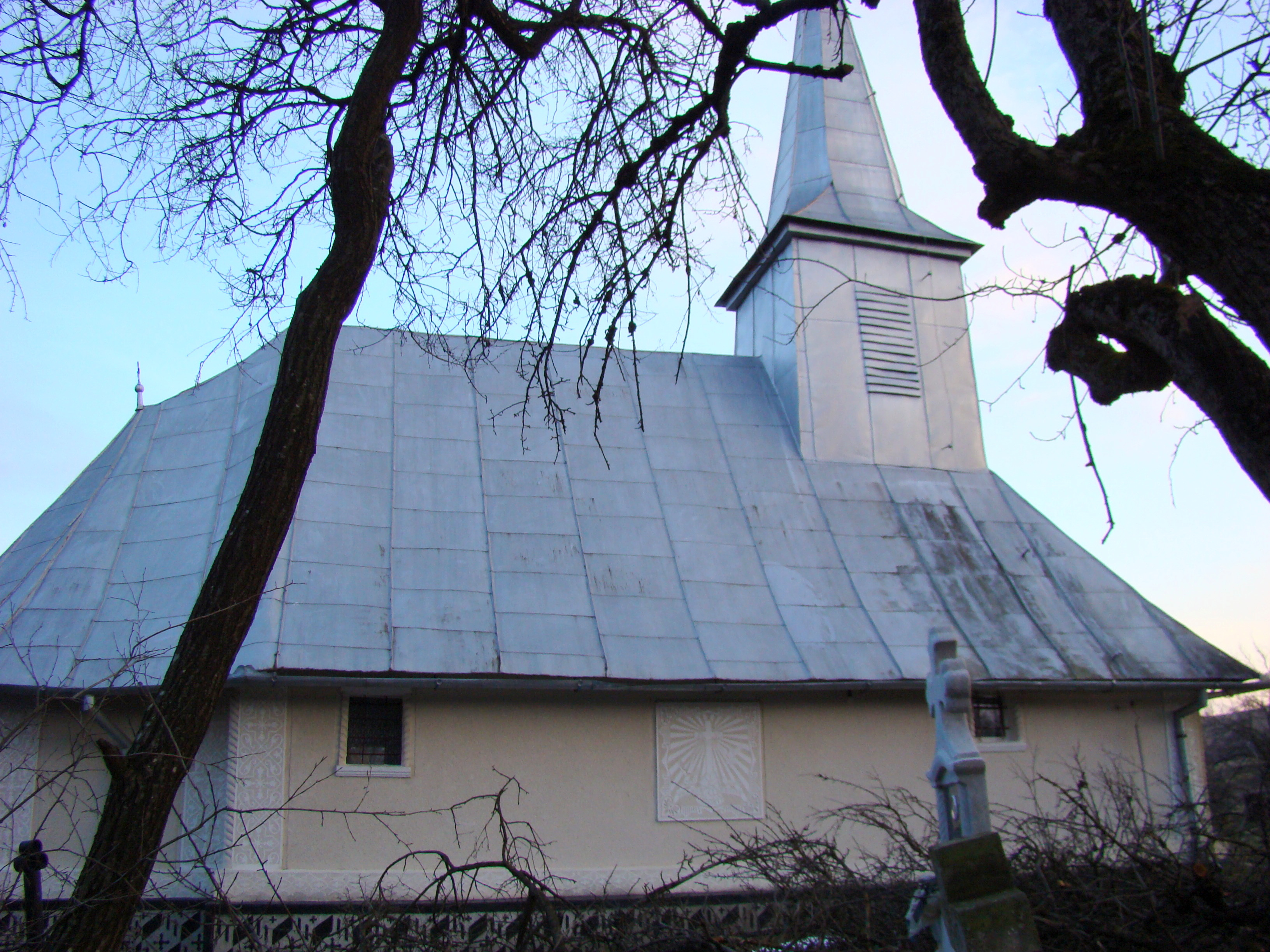
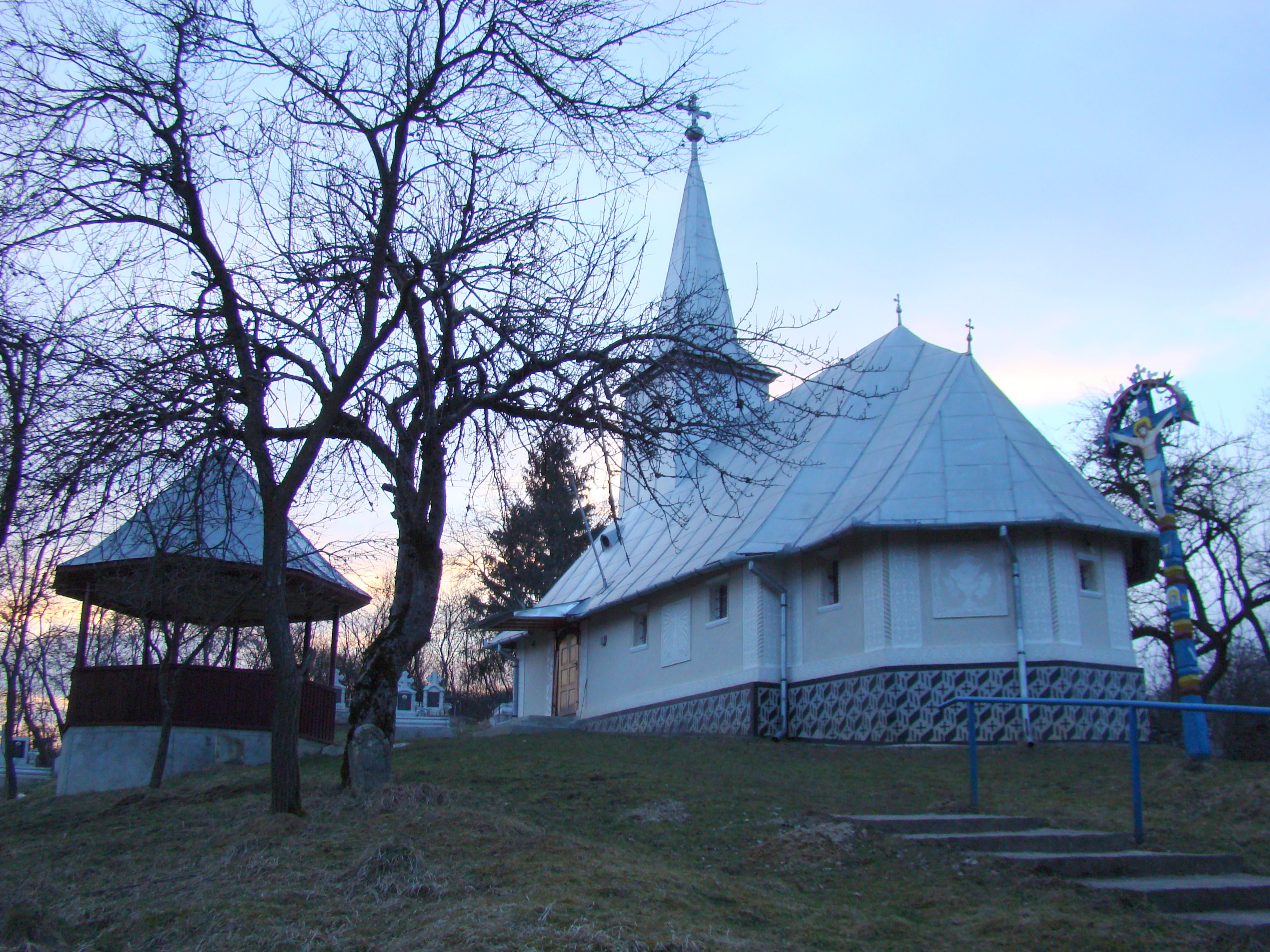
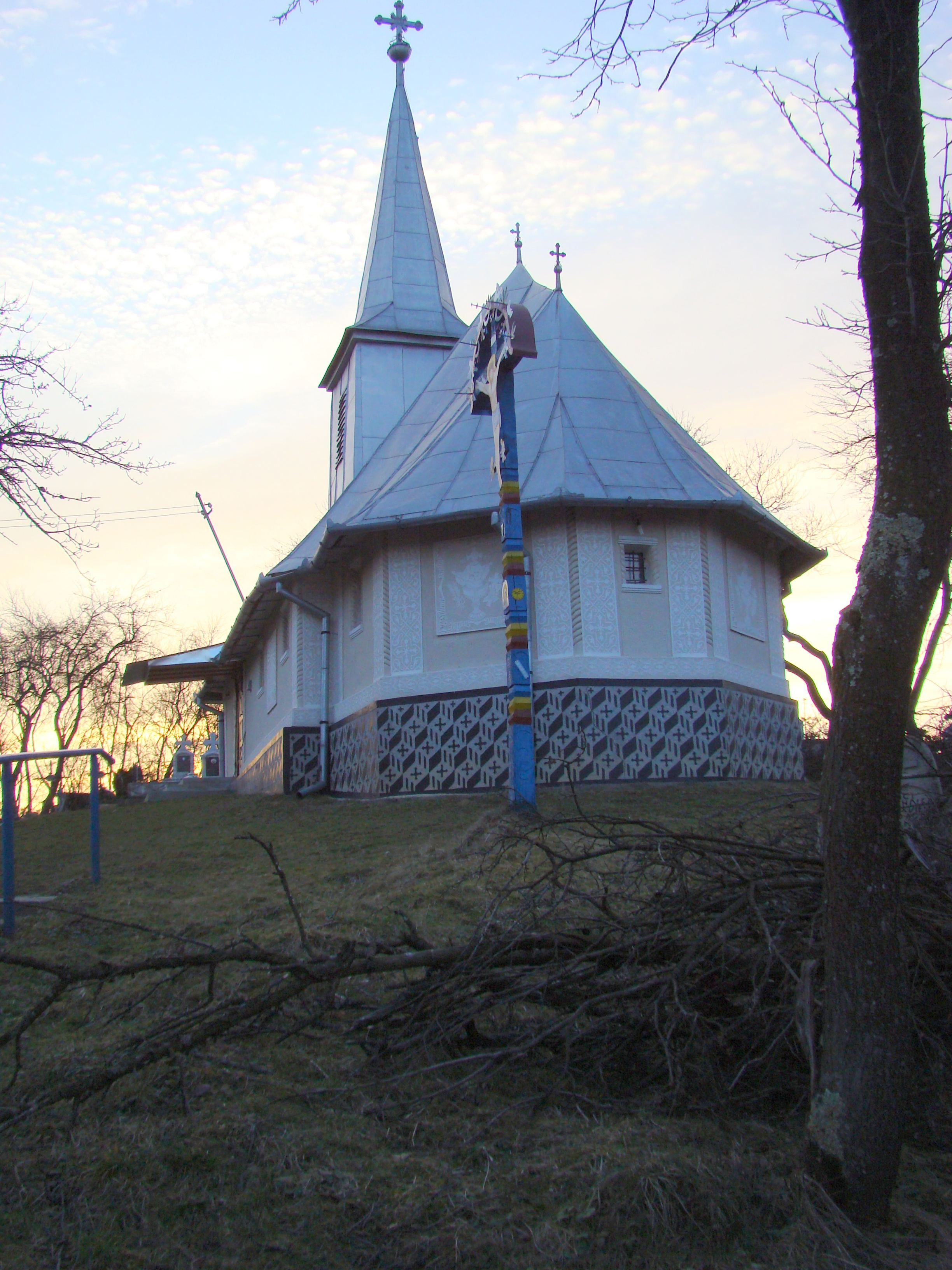
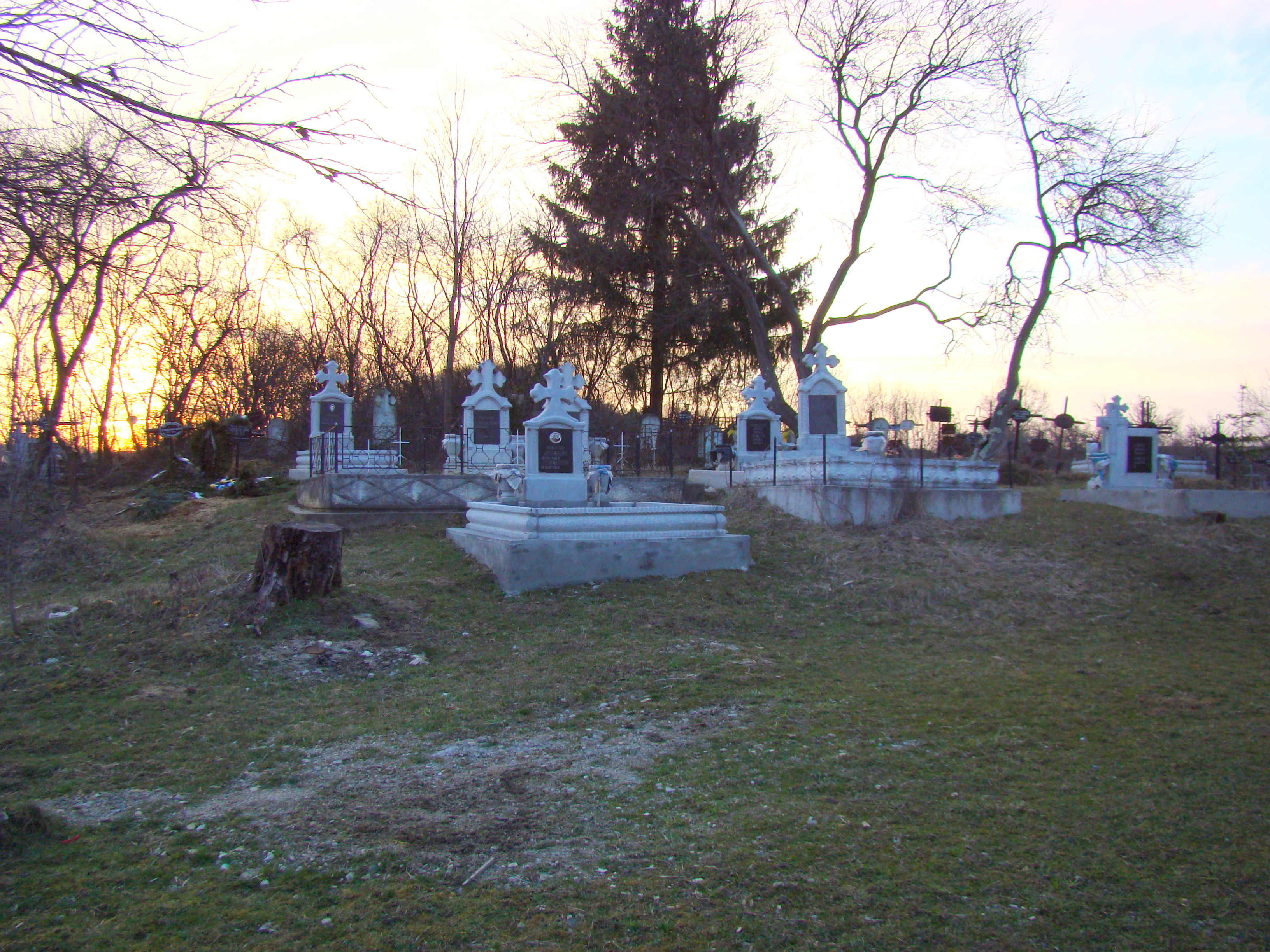
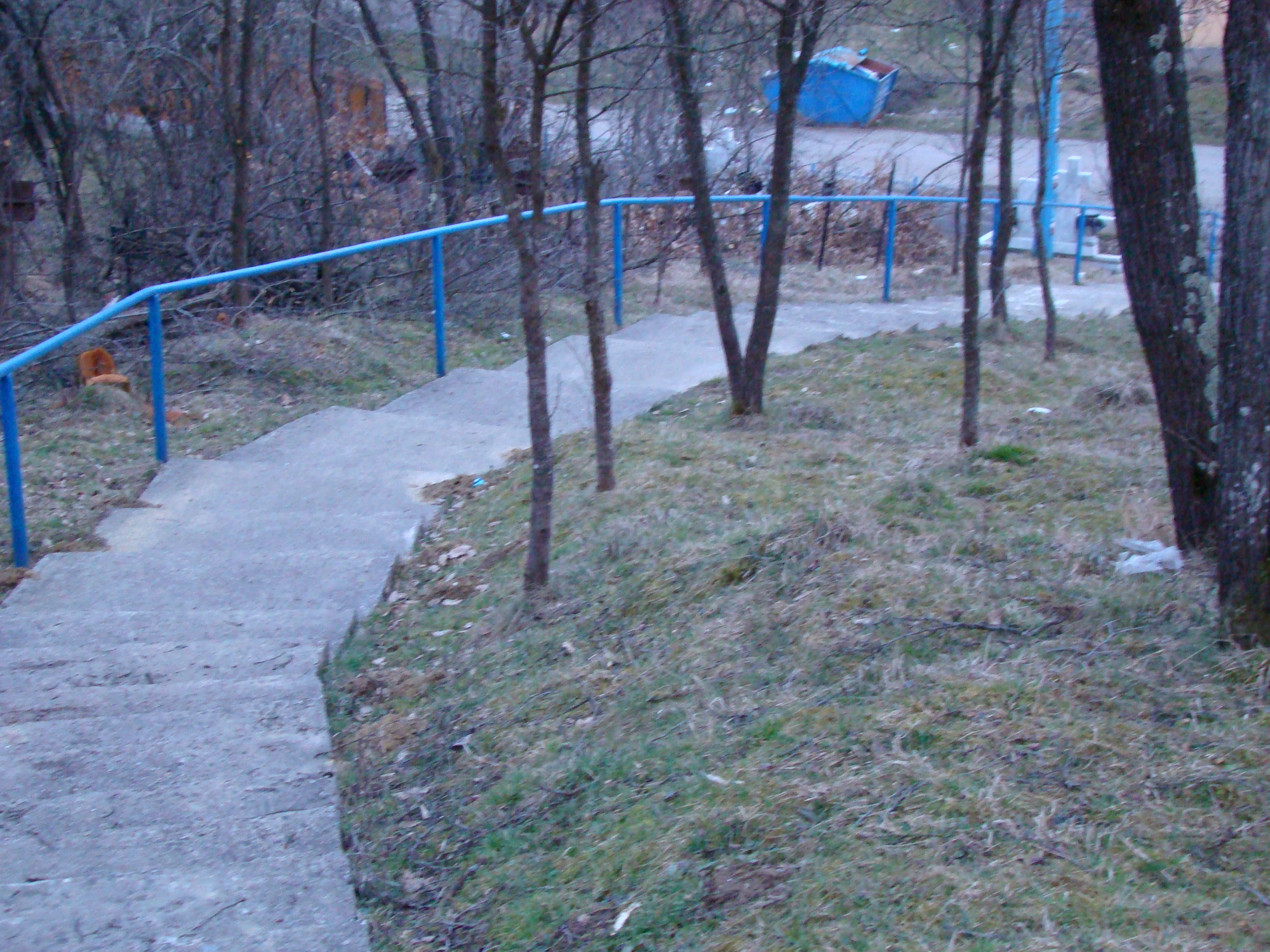
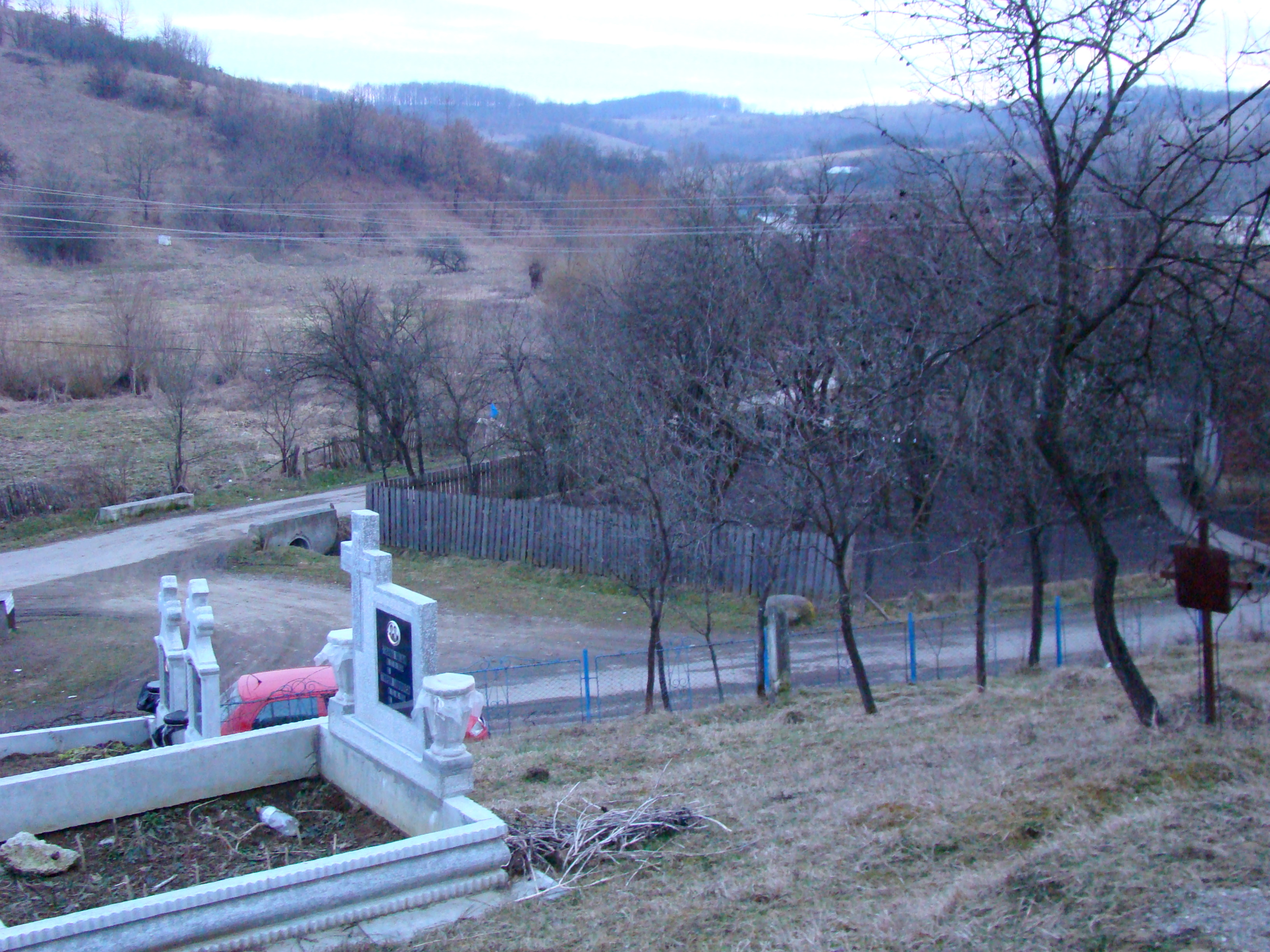